# Acínace

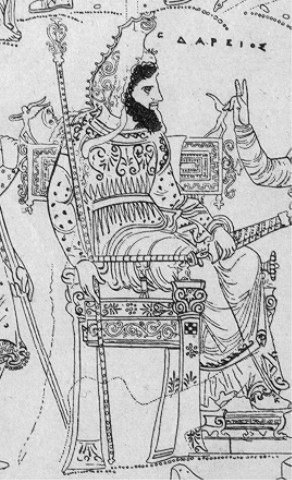
Dario I com uma acínace ao colo

O acínace (em grego clássico: ἀκινάκης; romaniz.: acináces) ou ainda acínaca (do apócrifo persa antigo akīnakah, Língua sogdiana kynʼk), trata-se  de um tipo particular de espada curta ou adaga, usada principalmente no primeiro milénio a.C. no Mediterrâneo Oriental, especialmente pelos Medos  ,Citas e Persas, e posteriormente pelos Gregos. Os Romanos julgavam que esta arma teria origem nos Medos, mas a sua origem mais provável será Cita.

## Feitio
Os acínaces normalmente têm uma lâmina recta com um comprimento de cerca de 36 a 46 centímetros, são afiados nos dois gumes e ponta afiada, exibem um guarda-mão cruciforme, rectangular ou arredondado. Têm um comprimento total de cerca de 50 a 60 centímetros.
Têm, portanto, características análogas às espadas micénicas, sendo certo que os acínaces eram feitos de ferro e não de bronze, o que os tornava mais leves, sem acarretar prejuízo para a durabilidade do gume.
Embora não haja existido um feitio universal, o chape podia ser lobulado com a empunhadura semelhante à de uma adaga colhona e o 
pomo podia estar cindido , entre outros tipos de variantes. A bainha também era muito distintiva e ornamentada, normalmente assentava no talim à cintura do portador, para permitir uma sacada mais rápida e, destarte, obter uma posição mais favorável, acompanhada do factor surpresa.

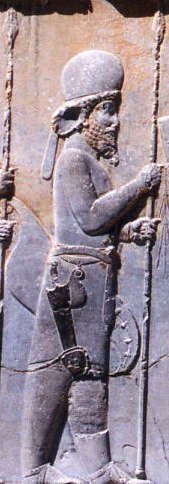
Relevo de um soldado persa com uma acínace à ilharga

## Identificação
Os textos antigos pouco se pronunciam a respeito dos acínaces, salvo de que seriam um tipo de espada persa. Por virtude disto, os autores latinos, ao longo da história, tenderam para equivaler a palavra «acínace» a qualquer tipo de arma que os Persas estivessem a empunhar à época. Destarte, figura amiúde no latim medieval com o significado de cimitarra ou como alfange, significado esse que ainda hoje persiste em inúmeros dicionários .
Paulus Hector Mair, o famoso mestre de esgrima alemão do século XVI, chegou ao ponto de usar o termo acínace para se referir a um bracamarte tesak, arma checa, simplesmente porque ambas exibem semelhanças aos alfanges. De igual modo, os Jesuitas também chegaram a chamar "acínaces" às catanas japonesas.

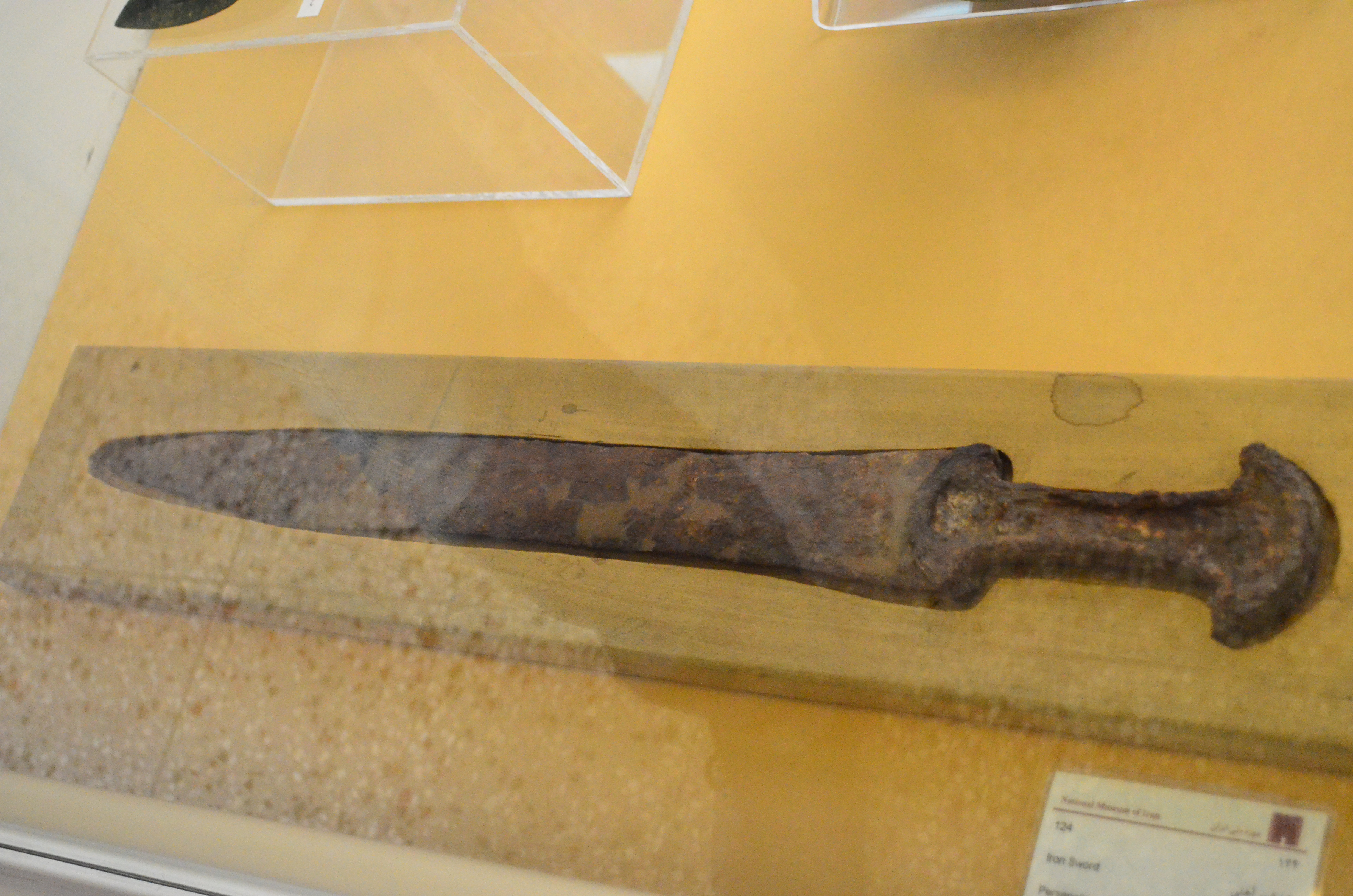
Acínace no Museu Nacional Iraniano

O acínace não é um sabre persa, o sabre persa (xanxir) é uma arma relativamente recente e não existiu durante a Antiguidade Clássica. Os persas da época do Império Aqueménida utilizavam vários tipos de espadas. A arte persa clássica representava os guardas reais e demais nobreza, empunhando adagas diagonais e exornadas. A arte grega clássica, por seu turno, representava amiúde os soldados persas a brandir o cópis (semelhante à falcata ibérica, sua possível sucessora). Assim, não é fácil discernir quais são os acínaces, logo à partida.
Uma indicação histórica útil no rastreio dos acínaces são os relatos, gregos e romanos, que mencionam a prática persa do rei em presentear com um acínace àqueles que ganhavam o seu favor. Sabemos que, neste cômputo, se falará do acínace enquanto adaga.
Os acínaces, oferecidos pelo rei Xerxes I da Pérsia, eram usados em actos de contrição rituais, dedicados às divindades marinhas, de acordo com os relatos de Heródoto (História, VII, 54), na passagem que sucede ao episódio conhecido como a «Flagelação do Helesponto».
Há um trecho deveras elucidante de Flávio Josefo, na obra "Antiguidades Judaicas", em que se descrevem as armas usadas pelos sicários , comparando-as aos acínaces:  

Os chamados sicários, que eram um tipo de bandido, naquela altura estavam em vias de ascender ao maior número de efectivos nas suas hostes, de sempre. Serviam-se de espadas pequenas, que em tamanho eram semelhantes aos acínaces persas, mas tinham uma curvatura que lembrava as sicas romanas e foi daí que foram alcunhados "sicários".